# 南部大橋
南部大橋（なんぶおおはし）は、群馬県前橋市の利根川に架かる前橋市道西部環状線の橋である。

## 概要
橋長227.9メートル、幅員18メートル（車道13メートル、歩道2.5メートル×2）、支間長86.4メートル（支間割70.0 m＋86.4 m＋70.0 m）の鋼連続箱桁橋である。
かつて当地に「実正の渡し」と呼ばれる渡船場があり、そこに実正船橋と称された舟橋が1870年（明治2年）に架設されていた。この舟橋は1878年9月24日復旧された際に真政船橋と名を変えて架け直された。
1879年3月9日、舟橋に替わり就安橋と称される木橋が架設されていたが、秋に流失した。橋長は309メートル、幅員3.6メートル。
現在の南部大橋 が架けられたのは1977年（昭和52年）のことである。施工会社は川田工業（現川田テクノロジーズ）である。橋は1978年（昭和53年）開通した。

## 周辺
- 前橋市立東中学校
- 南町公園 - 河川敷に所在する。
- 群馬銀行光が丘支店
- 大徳寺
- 水神宮

## 隣の橋
- 利根川

両毛線利根川橋梁 - 平成大橋 - 南部大橋 - 昭和大橋 - 横手大橋